# Kalynnyk (Černyšov)
Kalynnyk (světským jménem: Kostjantyn Valerijovyč Černyšov; * 22. června 1977, Jevpatoria) je ukrajinský duchovní Ruské pravoslavné církve, emeritní biskup bachčisarajský a vikář simferopolské eparchie.

## Život
Narodil se 22. června 1977 v Jevpatorii.
Od roku 1991 byl ponomarem v chrámu svatého proroka Eliáše v Jevpatorii a od roku 1993 starším ponomarem v katedrálním chrámu svatého Mikuláše.
Roku 1994 dokončil v rodném městě střední školu č. 12.
Od roku 1996 byl učitelem Starého zákona v Jevpatorijském blahočiní simferopolské eparchie.
V letech 2000–2005 studoval na Charkovské státní univerzitě vnitřních záležitostí.
Dne 19. května 2005 byl metropolitou simferopolským Lazarem (Švecem) rukopoložen na diákona a 23. července 2006 na jereje.
Dne 30. března 2008 byl metropolitou Lazarem postřižen na monacha a přijal mnišské jméno Kalynnyk na počest svatého patriarchy konstantinopolského Kallinika I.
Roku 2008 se stal představeným chrámů Narození svatého Jana Předchůdce ve vesnici Ujutne.
Dne 24. listopadu 2009 byl Svatým synodem Ukrajinské pravoslavné církve byl jmenován představeným monastýru svatého apoštola a evangelisty Lukáše ve vesnici Laki.
Roku 2009 dokončil studium na Východoukrajinské národní univerzitě.
Od roku 2009 přednášel Starý zákon na Tauridském duchovním semináři.
Roku 2010 byl jmenován blagočinným monastýrů simferopolské eparchie.
Roku 2012 dokončil studium na Oděském duchovním semináři.
Dne 10. dubna 2013 byl povýšen na archimandritu.
Studoval také na Užhorodské bohoslovecké akademii.
Dne 26. srpna 2015 se stal představeným Inkermanského monastýru svatého Klementa.
Dne 29. ledna 2016 jej Svatý synod Ukrajinské pravoslavné církve zvolil biskupem bachčisarajským a vikářem simferopolské eparchie.
Dne 7. prosince 2019 byl oficiálně jmenován biskupem a o den později proběhla v chrámu svatého Mikuláše v Nižynu jeho biskupská chirotonie. Světiteli byli metropolita kyjevský a celé Ukrajiny Onufrij (Berezovskyj), metropolita vyšhorodský a černobylský Pavlo (Lebiď), metropolita boryspilský a brovarský Antonij (Pakanyč), metropolita chersonský a tauridský Ioan (Siopko), metropolita černihivský a novhorod-siverský Amvrosij (Polikopa), metropolita počajivský Volodymyr (Moroz), metropolita severodoněcký a starobilský Nykodym (Baranovskyj), metropolita nižynský a prylucký Klyment (Večerja), arcibiskup šumský Jov (Smakouz), arcibiskup horodnycký Olexandr (Nesterčuk), arcibiskup kremenčucký a lubenský Mykolaj (Kapustin), arcibiskup konotopský a hluchivský Roman (Kymovyč), arcibiskup fastivský Damian (Davydov), biskup Dionisij (Constantinov), biskup baryšivský Viktor (Kocaba), biskup bilohorodský Sylvestr (Stojčev), biskup dubenský Pymen (Vojat) a biskup zhurivský Amvrosij (Vajnahij).
Dne 7. června 2022 byla rozhodnutím Svatého synodu Ruské pravoslavné církve eparchie simferopolská přijata do přímé jurisdikce patriarchy moskevského a celé Rusi a sní také i biskup Kalynnyk.
Dne 1. prosince 2022 byl v souvislosti Ruské invaze na Ukrajinu zařazen na sankční seznam Ukrajiny.
Dne 25. července 2024 byl Svatým synodem penzionován. Důvodem penzionování byly vznesená a potvrzená obvinění ze spáchání církevních přestupků ve správě monastýrů.